# David Smith (cineasta)

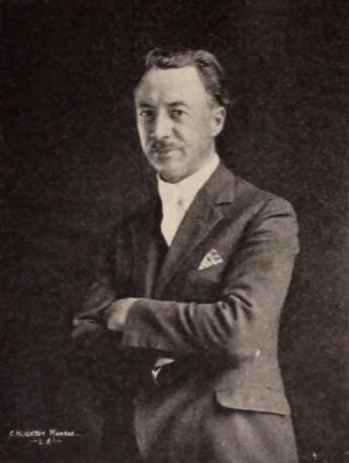
Smith em 1921

David Smith (28 de outubro de 1872 – 25 de abril de 1930) foi um cineasta inglês da era do cinema mudo. Ele dirigiu 79 filmes entre 1915 e 1927. Foi o irmão mais velho do cineasta Albert E. Smith, um dos co-fundadores da Vitagraph Studios.

## Filmografia selecionada
- A Woman in the Web (1918)
- Baree, Son of Kazan (1918)
- A Yankee Princess (1919)
- Over the Garden Wall (1919)
- Black Beauty (1921)
- The Little Minister (1922)
- Captain Blood (1924)
- Baree, Son of Kazan (1925)